# Transpozycja skali kościelnej
Transpozycja skali kościelnej (transpositio modi) – zabieg kompozytorski, którego celem jest dostosowanie ambitusu skali kościelnej, w której napisana jest melodia, do możliwości rejestrowych wykonującego ją głosu. Zabieg ten polega na przeniesieniu wszystkich dźwięków skali o dany interwał w górę lub w dół, w wyniku czego powstaje skala zaczynająca się od innego stopnia co skala wyjściowa, ale posiadająca te same stosunki interwałowe między poszczególnymi stopniami. Aby te stosunki były zachowane, należy zapisać przy kluczu odpowiednią liczbę krzyżyków lub bemoli. Transpozycji skal kościelnych można w prosty sposób nauczyć się na podstawie koła kwintowego: wyjściową skalę uznajemy za gamę C-dur zbudowaną od n-tego stopnia, następnie szukamy na kole kwintowym gamy durowej, której n-tym stopniem jest dźwięk, na którym chcemy zbudować transponowaną skalę i zapisujemy przy kluczu tyle krzyżyków lub bemoli, ile ta gama posiada.